# Iren
Die Iren (irisch: Muintir na hÉireann, na hÉireannaigh, na Gaeil, englisch: Irish (people)) sind eine Ethnie, deren Kernsiedlungsgebiet in Nordwesteuropa auf den heutigen Britischen Inseln liegt. Im engeren Sinne sind damit die Bewohner der Insel Irland, vor allem in der Republik Irland, aber auch im britischen Nordirland gemeint. Als selten verwendete Einwohnerbezeichnung ist daneben im Deutschen auch das Wort Irländer möglich.

## Etymologie
Die Bezeichnung Iren ist wohl von dem Wort Érainn abgeleitet, das einen keltischen Stamm bezeichnete, der in vorchristlicher Zeit in Munster lebte.
Ein für alle keltischstämmigen Bewohner Irlands, Schottlands und der Insel Man verwendetes Synonym ist das der Gälen (irisch na Gaeil), das sich von der altirischen Eigenbezeichnung Goídel herleitet, welche wiederum ursprünglich eine walisische Fremdbezeichnung der Iren war (gwyddel, dt. Räuber, Angreifer).

## Abstammung
Untersuchungen des Genoms eines Frauenskeletts aus Ballynahatty bei Belfast, das auf 3343–3020 v. Chr. datiert wurde, zeigten, dass die Frau genetisch zu Menschen aus dem Nahen Osten gehörte, obwohl auch andere Einflüsse festzustellen waren. Drei Männerskelette von der Rathlin Island im County Antrim, die auf 2026–1534 v. Chr. datiert wurden, weisen hingegen eine genetische Verwandtschaft zu Steppenvölkern aus dem Süden Russlands auf. Die Funde stellen zwei Wellen von Einwanderern in Europa dar, die im Neolithikum zunächst die Landwirtschaft nach Europa brachten und dann in der Bronzezeit eine bessere Metalltechnik einführten. Damit verdrängten sie in vielen Teilen Europas eine bereits ansässige Jäger- und Sammlerbevölkerung, doch in Irland trafen sie auf ein bis dahin von diesen unbesiedeltes Gebiet und aus den beiden Einwandererwellen bildeten sich die Iren. Eine sehr enge genetische Beziehung besteht zu den Schotten und den Walisern, die auf die Entstehung eines insularen keltischen Genoms um 4000 v. Chr. hindeuten. Es besteht weiterhin eine ethnische Verwandtschaft mit den Bewohnern Cornwalls, den Manx auf der Isle of Man, aber auch den Bretonen (keltische Nationen).
Irland (lat. Hibernia) wurde nie vom Römischen Reich erobert, hatte aber Handelsverbindungen mit den Römern Britanniens und einige der keltischen Iren waren auch römische Söldner.
Auch die vorkeltischen Bewohner Irlands (siehe Newgrange) und die von Nordeuropa aus im 9. und 10. Jahrhundert eingefallenen Wikinger hinterließen Spuren. Die Wikinger gründeten wichtige Städte wie Dublin, Cork, Waterford, Wexford und Limerick.
Nach 1169 kamen von Großbritannien aus Anglo-Normannen nach Irland. Sie hatten im Spätmittelalter die Vorherrschaft über die Insel, ihr Kerngebiet war das „pale“-Gebiet um die Stadt Dublin herum. Sie prägten mit ihren Burgen die Landschaft und das Stadtbild u. a. von Dublin und Limerick und legten die Basis für die Herrschaft der englischen Krone (1171–1541 Lordschaft Irland, 1541–1800 Königreich Irland (Personalunion des Königs von England und Irland), 1800–1922 Vereinigtes Königreich Großbritannien und Irland) über die Insel.
Seit dem späten 16. Jahrhundert (Ulster Plantation) ist zudem im Norden Irlands in der Provinz Ulster eine überwiegend von Engländern und Schotten abstammende Bevölkerung ansässig (siehe Ulster Scots) (heute 1–2 Millionen). Diese bildete unter Ausschluss der irischstämmigen Bevölkerung bis in die 1990er Jahre die politische Elite Nordirlands.

## Religion
Die vorchristliche irische Bevölkerung hing dem keltischen Polytheismus an.
Im frühen 5. Jahrhundert wurden die Iren von Christen aus dem römischen Britannien unter Führung des Patrick christianisiert. Im frühen Mittelalter entstand in Irland eine christlich geprägte Hochkultur des Monastizismus, die auch das Christentum auf dem europäischen Kontinent stark prägte, weshalb Irland mit dem Beinamen Insel der „Heiligen und Gelehrten“ („Saints and Scholars“) bezeichnet wurde.
Siehe auch: Columban von Iona, Columban von Luxeuil, St. Kilian, Virgilius von Salzburg
Der Sitz des katholischen (später auch des anglikanischen) Primas von Irland war und ist traditionell in Armagh in Ulster.
Im späten 16. Jahrhundert begann die Vorherrschaft der in England seit 1534 von Rom gelösten anglikanischen Protestanten (Protestant Ascendancy). Der Katholizismus wurde weitgehend unterdrückt, Katholiken enteignet, die Kirchengüter säkularisiert und 1536 der neuen anglikanischen Staatskirche, der Church of Ireland unterstellt. Von England und Schottland aus wurden seit etwa 1560 vor allem im Norden und Osten Protestanten angesiedelt, in deren Tradition heute weite Teile der Bevölkerung von Ulster stehen. Auch einige Hugenotten aus Frankreich wurden im Zuge der Plantation in Irland angesiedelt (s. o., Ulster Plantation). Im frühen 17. Jahrhundert flohen gälisch-katholische Adlige (Flucht der Grafen) nach der elisabethanischen Eroberung Irlands durch England.
Mitte des 17. Jahrhunderts (1641 bis 1647) versuchten die katholischen Iren, parallel zum Englischen Bürgerkrieg nach dem Aufstand von 1641 in einem Krieg mehr Autonomie und Religionsfreiheit zu erlangen (Konföderation Irland). Dies misslang und mündete in der Rückeroberung Irlands unter der Führung Oliver Cromwells bis 1653. Versuche, eine katholische Linie auf den Thron zu bringen (Schlacht am Boyne 1690), scheiterten ebenso wie die nationalistisch geprägte Irische Rebellion von 1798 und führten zur Eingliederung Irlands in das britische Königreich (Act of Union 1800).
1829 erfolgte die politische Gleichstellung der Katholiken (siehe Katholikenemanzipation, Daniel O’Connell), 1869 wurde der Church of Ireland der Status als Staatskirche entzogen.
1921/22 erfolgte die Spaltung der Insel in einen unabhängigen, katholisch dominierten Südteil und einen seinerzeit protestantisch dominierten wesentlich kleineren Nordteil, der bei Großbritannien verblieb.
Die katholische Kirche dominierte die sozio-politischen Strukturen im vom Vereinigten Königreich seit 1922 unabhängigen Irischen Freistaat (1922 bis 1939) und danach in der Republik Irland bis weit ins späte 20. Jahrhundert hinein. Bis 1973 hatte sie eine per Verfassung festgeschriebene „hervorgehobene Stellung“ (special position).
Heute sind die Iren in der Republik mehrheitlich römisch-katholisch (fast 90 %), in Nordirland liegt der Anteil der Katholiken bei rund 45 Prozent.
Im Nordosten der Insel in der Provinz Ulster gibt es aber eine protestantische, meist presbyterianische oder anglikanische, Bevölkerungsmehrheit, die ihre Wurzeln zum größten Teil auf englische und schottische Einwanderer von der Insel Großbritannien zurückführt (55 % in Nordirland). In Nordirland dominierte diese britisch-protestantische Mehrheit von 1922 bis in die 1990er Jahre in einer der Apartheid vergleichbaren Situation unter Ausschluss der irisch-katholischen Minderheit das politische Geschehen (siehe Northern Ireland Assembly, Troubles, Karfreitagsabkommen). In Nordirland ist die konfessionelle Spaltung bis heute prägend für die soziale Situation.
Die einzige verbliebene Hochburg der Church of Ireland in der Republik Irland ist die Region südlich von Dublin im nördlichen County Wicklow.

## Sprache
Traditionell sprachen die Iren die irische Sprache, eine goidelische Sprache. Im frühen Mittelalter verbreitete sich mit dem Christentum die lateinische Sprache in Irland, die den Kontakt mit den Völkern des Kontinents ermöglichte.
Nach 1169 kam durch die Anglo-Normannen das romanische Anglo-Normannisch als Sprache der Eliten auf, das in der Frühen Neuzeit vom Englischen abgelöst wurde. Parallel dazu wurde aber die irische Sprache noch von weiten Teilen der irischen Bevölkerung gesprochen, erst im 18. und 19. Jahrhundert begann der Niedergang dieser Sprache und die Dominanz des Englischen.
Heute sprechen so gut wie alle Iren Englisch als Muttersprache (Hiberno-Englisch sowie Mid-Ulster English), ein bedeutender Anteil ist aber auch der irischen Sprache zumindest teilweise mächtig (einige Zehntausend Muttersprachler in den Gaeltachtaí im Westen Irlands (v. a. County Donegal, County Galway, County Kerry, County Mayo, County Cork)). Es wird von der Republik Irland eine Wiederbelebung des Irischen angestrebt. Irisch ist neben Englisch eine offizielle Landessprache. So werden alle Gesetze auf Irisch veröffentlicht und ihr Wortlaut ist der im Zweifel bindende.
In Ulster verbreitet ist zudem das Ulster Scots, eine Variante des Englischen.

## Kultur
Iren zählten seit der Frühen Neuzeit, v. a. aber seit der Irischen Renaissance im späten 19. und frühen 20. Jh., zu einigen der berühmtesten Schriftsteller in der englischen Sprache (u. a. Jonathan Swift, Bram Stoker, Oscar Wilde, George Bernard Shaw, William Butler Yeats, John Millington Synge, James Joyce, Samuel Beckett, Seamus Heaney).
Die traditionelle Musik der Insel Irland wird als Irish Traditional Music bezeichnet. Bekannte Bands dieses Stils waren und sind u. a. The Dubliners, The Chieftains, The Pogues und The Wolfe Tones sowie als Solokünstler u. a. Ronnie Drew, Christy Moore, Paddy Reilly und Sharon Shannon. Daran angelehnt ist der Stil der Musik von u. a. Enya, Kate Bush und Van Morrison.
Ein besonderes Element der irischen Musik ist das Tanzen. Stepptanz, Set Dance und Formationstanz sind in Irland sehr beliebt und haben eine lange Tradition.
In der Pop- und Rockmusik des 20. und 21. Jahrhunderts erlangten u. a. Rory Gallagher, The Boomtown Rats, Boyzone, Chris de Burgh, The Corrs, Johnny Logan, Snow Patrol und U2 überregionale Berühmtheit.

## Namen
Unter keltisch- oder gälischstammigen irischen Familien sind Namen, die mit O oder Mc bzw. Mac beginnen, üblich. Ó bedeutet im Irischen Enkel, Mc oder Mac Sohn.
Alte anglo-normannisch-irische Familiennamen beginnen mit der Vorsilbe Fitz-, die vom Altfranzösischen fils, dt. Sohn, abgeleitet ist. Außerdem tragen einige Normannischstämmige ein de im Nachnamen, was auf ursprünglichen Landbesitz hindeutete.

## Bevölkerungsentwicklung
Die Republik Irland ist mit heute etwas mehr als 4 Millionen Einwohnern das einzige Land Europas, das heute (noch immer) weniger Bevölkerung aufweist als in der Mitte des 19. Jahrhunderts. Die größten Bevölkerungsverluste waren durch die Hungersnot von 1740/41 und die Große Hungersnot in Irland in der Mitte des 19. Jahrhunderts bedingt, als sich zwischen 1845 und 1855 die Bevölkerung durch Hungertod (500 000 bis 1 Million) und Massenauswanderung (ca. 1 Million) von über 8 Millionen auf 6,25 Millionen reduzierte. Die größten Verluste waren dabei in der heutigen nordwestlichen Provinz Connacht zu verzeichnen.
Aber auch davon abgesehen war Irland vom Spätmittelalter bis in die späten 1980er-Jahre ein Auswanderungsland und seine Bevölkerung nahm bis 1962 auf unter 2 Millionen ab. Deshalb kann man heute von einer Diaspora von ca. 80 Millionen irischstämmiger Menschen weltweit ausgehen. Große Teile der Bevölkerung, vor allem der USA (ca. 36 Millionen), des Vereinigten Königreichs (ca. 14 Mio.), Kanadas (ca. 4 Millionen) und Australiens (ca. 2 Mio.), aber auch Neuseelands, Südafrikas und einiger Länder in der Karibik sind irischer Abstammung. New York City gilt als die größte irische Stadt der Welt. In England ist der Großteil der Bevölkerung der Stadt Liverpool irischstämmig. Ein weiteres Zentrum irischer Diaspora in den USA ist Boston, Massachusetts. Der berühmteste US-Amerikaner irischer Abstammung war wohl John F. Kennedy, der erste irischstämmige und katholische Präsident der Vereinigten Staaten.
Seit den 1960er Jahren erfolgte dann wieder ein leichter Bevölkerungsanstieg, der in den 1990er und 2000er Jahren durch den Wirtschaftsboom des Celtic Tiger bedingt war. Viele Im Ausland lebende Iren kehrten wegen der besseren wirtschaftlichen Lage nach Irland zurück.
Heute hat die Insel Irland etwas mehr als 6 Millionen Einwohner.